# Nakata.net TV
nakata.net TV（ナカタ・ドット・ネット・ティーヴィー）は、中田英寿（日本の元サッカー選手で、現在FIFA親善大使）が企画し、スカイパーフェクTV!で放送されたサッカー番組である。
番組は、中田自らのオフィシャルサイト「nakata.net」（http://nakata.net/）と連動し、毎月1回ごとの更新で、中田自身の近況、試合の分析、プライベートなどを語るインタビュー、中田と親しい人物を交えた対談、また中田の貴重なプライベートショットを写した映像等を公開していた。
2000年7月7日放映開始、2006年8月放送分をもって放送終了。
2008年1月緊急スペシャル番組『nakata.net TV 2008 ～再会～』が放送された。

## 放送日時
- 水曜日19時から20時30分（パーフェクト・チョイス:181ch）
- 木曜日22時から23時30分（同上）
- 金曜日22時30分から24時（同上）
- 土曜日12時から13時30分（パーフェクトチョイス185ch）

※更新は毎月第2木曜日。

## 視聴方法
- スカイパーフェクTV!に加入し、「スカパーサッカーセレクション」、または「ワールドサッカーセット」のいずれかを選ぶ。

## 関連書籍
- 「nakata.net TV」オフィシャル対談集
  - 「nakata.net TV～サッカーを愛するすべての人たちのために～」（2001年10月　扶桑社）
  - 「nakata.net tv 2003-2004」（2004年9月　同上）

## 関連項
- フォルツァ!ひでまる